# Corset médical

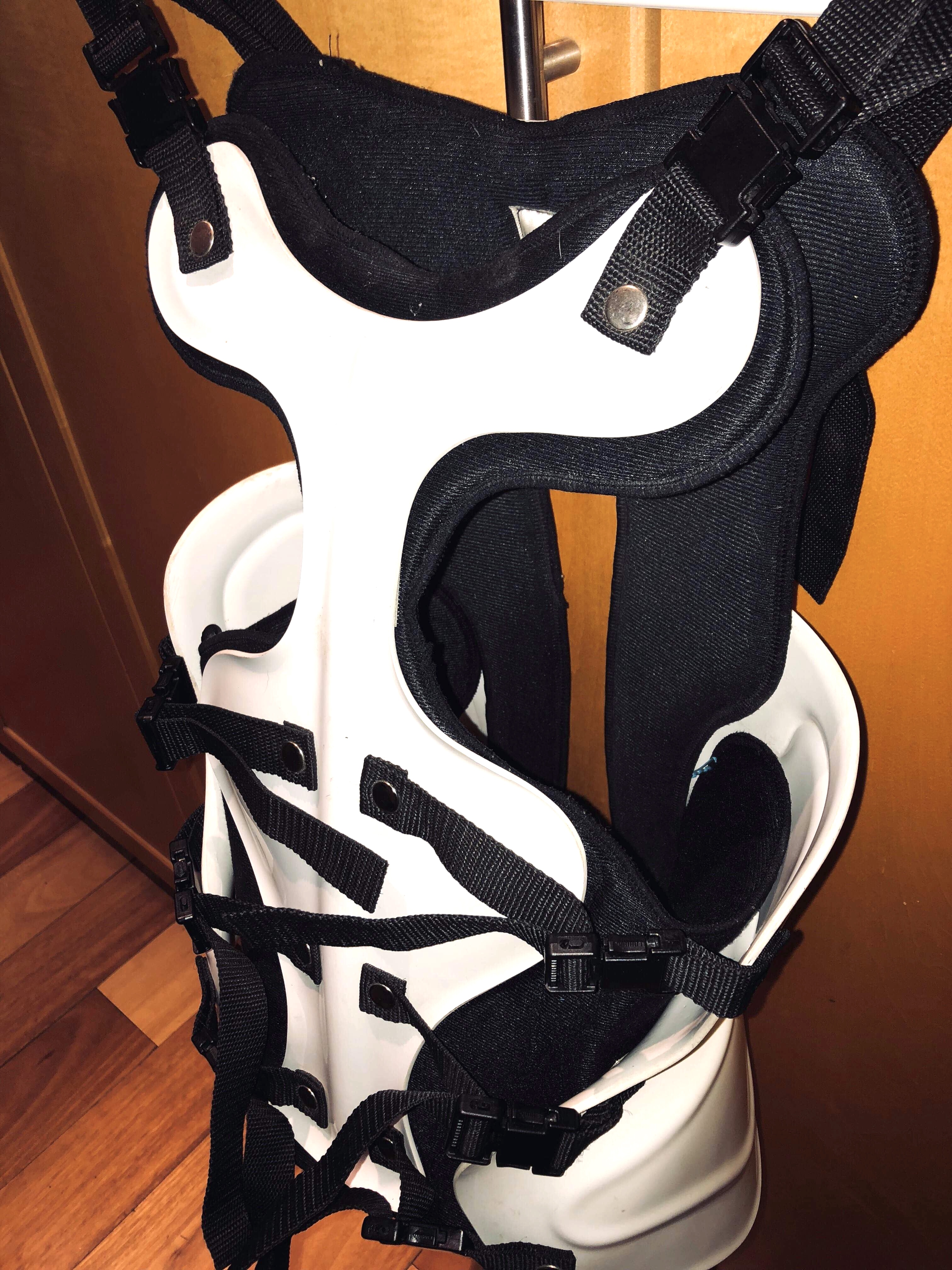
Vue de face : corset médical comprenant des attaches sur le thorax et les épaules, conçu pour une patiente adolescente.

Un corset médical est un appareillage destiné à restreindre les mouvements de la colonne vertébrale.
Cette orthèse est prescrite en cas de fracture osseuse ou à l'issue d'une fusion vertébrale. Ces corsets d'immobilisation sont fabriqués sur mesure.
Le corset médical est également utilisé dans des affections évolutives (scoliose, cyphose) pour corriger la posture du patient : il s'agit d'un corset orthopédique. Il est fabriqué sur mesure par des professionnels de santé.
Les corsets médicaux courants se déclinent en plusieurs matériaux : rigide, souple, semi-rigide.